# Métochion du monastère de la Présentation-du-Christ-au-Temple à Pakovraće
Le métochion du monastère de la Présentation-du-Christ-au-Temple à Pakovraće (en serbe cyrillique : Метох манастира Сретење у Паковраћи ; en serbe latin : Metoh manastira Sretenje u Pakovraći) est un métochion du monastère orthodoxe serbe situé à Pakovraće, sur le territoire de la ville de Čačak et dans le district de Moravica, en Serbie. Il est inscrit sur la liste des monuments culturels protégés de la république de Serbie (identifiant no SK 1667),,,.

## Présentation
Le métochion (ou métoque) est situé sur le domaine du monastère de la Présentation-du-Christ-au-Temple de Dučalovići qui se trouve au pied du mont Ovčar, dans la gorge d'Ovčar-Kablar. Il a été fondé au milieu du XIXe siècle grâce à une dotation de l'évêque d'Užice, Nikifor Maksimović, qui a fait planter un vignoble sur la propriété.
Le métoque est constitué d'un konak et d'un mur d'enceinte en pierre avec un portail d'entrée.
Le konak, construit pour héberger les moines quand ils travaillaient dans le vignoble, a été construit en 1850, comme en témoigne une inscription gravée sur une dalle et encastrée dans le mur. Édifié sur un terrain en pente, il dispose d'un sous-sol en pierres concassées, au-dessus s'élèvent des murs construits selon la technique des colombages avec un remplissage d'argile mêlée de paille ; son toit à quatre pans est recouvert de tuiles. Conçu comme un lieu de travail monastique, à des fins résidentielles et économiques, il se compose de deux pièces centrales spacieuses avec un petit garde-manger et une chapelle auxquels on accède par un porche-galerie. 
Le mur de pierre qui entoure le konak est doté d'une porte massive avec une ouverture cintrée ; une inscription indique que cette enceinte a été construite en 1851.